# Сіноґура
Сіноґура (пол. Sinogóra) — село в Польщі, у гміні Любовідз Журомінського повіту Мазовецького воєводства.
Населення — 393 особи (2011).
У 1975-1998 роках село належало до Цехановського воєводства.

## Демографія
Демографічна структура станом на 31 березня 2011 року:
|          | Загалом | Допрацездатний вік | Працездатний вік | Постпрацездатний вік |
| -------- | ------- | ------------------ | ---------------- | -------------------- |
| Чоловіки | 196     | 49                 | 122              | 25                   |
| Жінки    | 197     | 39                 | 109              | 49                   |
| Разом    | 393     | 88                 | 231              | 74                   |